# Siège Simon
Le siège Simon, nommé en l'honneur de l'ingénieur Guillaume Simon, directeur général de la compagnie des houillères de Petite-Rosselle, est l'un des principaux charbonnages des houillères de Lorraine, situé sur le territoire de la commune de Forbach en Moselle dans la région française du Grand Est. Ce siège d'extraction est constitué de cinq puits de mine. Le charbon y a été exploité de 1907 à 1997. Au début du XXIe siècle, ses bâtiments sont démolis, désaffectés ou reconvertis. Aujourd'hui, sur les cinq puits d'origine, seuls trois chevalements subsistent, témoignant de la présence de la mine et de l'exploitation passée du charbon.

## Histoire

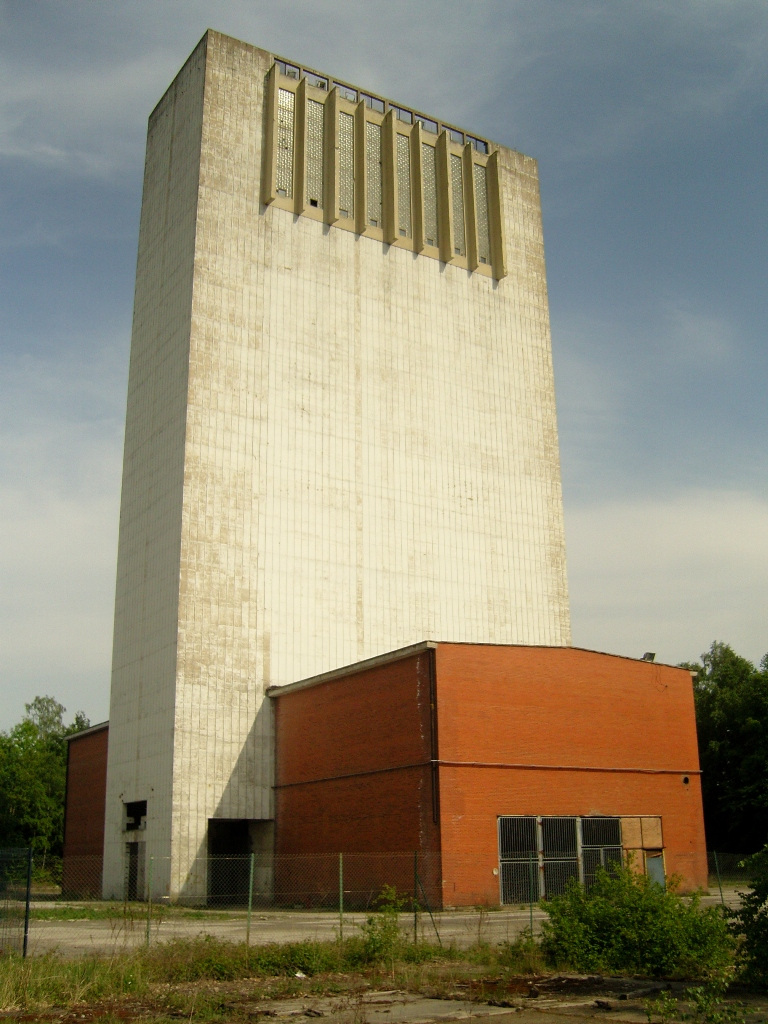
La tour d'extraction du puits Simon no 5 avant sa démolition en 2009.

Le gisement est identifié grâce à une série de sondages effectués entre 1817 et 1849. Mais ce n'est qu'en 1904 que le fonçage du puits Simon no 1 commence. Après l’installation d'un cuvelage en fonte, le puits Simon no 1 atteint la profondeur de 478 mètres. L'extraction démarre finalement le 22 février 1907. L'année suivante, démarre le creusement du puits Simon no 2 et la construction d'un lavoir. Le puits Simon no 1 sera envahi par les eaux à la fin de l'année 1909. En 1910, le pompage énergique permet de relancer l'extraction. Pendant ce temps, en surface, s'achève la construction du bâtiment des bains douches, du bâtiment administratif, des ateliers et de la centrale thermique. Le puits no 2 entre en exploitation en 1914.
Au cours de la période de l'entre-deux-guerres, le siège Simon connaîtra une intense activité. Le fonçage du puits Simon no 3 commence en 1932 pour servir d'aérage aux puits no 1 et no 2. Il sera achevé en septembre 1933. En 1938, les puits Simon produisent près d'un million de tonnes de houille.
Après la libération de Forbach par les troupes américaines, on constate de nombreux dégâts : les chantiers sont noyés jusqu'à 70 mètres de la surface et les installations minières sont en ruines. Le fonçage du puits Simon no 4 commence en 1948. Le 1er juillet 1946, le pompage est terminé et l’exploitation peut reprendre. Dans les années 1950, le puits no 3 est finalement équipé d'une machine d'extraction, de ventilateurs, de bains douches et de bureaux. Le fonçage du puits no 4 débute en 1947 il est destiné à l'aérage et sera achevé en 1951.

Les houillères de Lorraine entreprirent le fonçage du puits no 5 le 1er janvier 1958. En 1973, l'exploitation est concentrée aux puits no 1, no 2 et no 5. Les puits no 3 (fermé en juin 1973) et no 4 (fermé en 1988) ne servent plus qu'à l'aérage. Les bâtiments de ces deux fosses sont désaffectés.

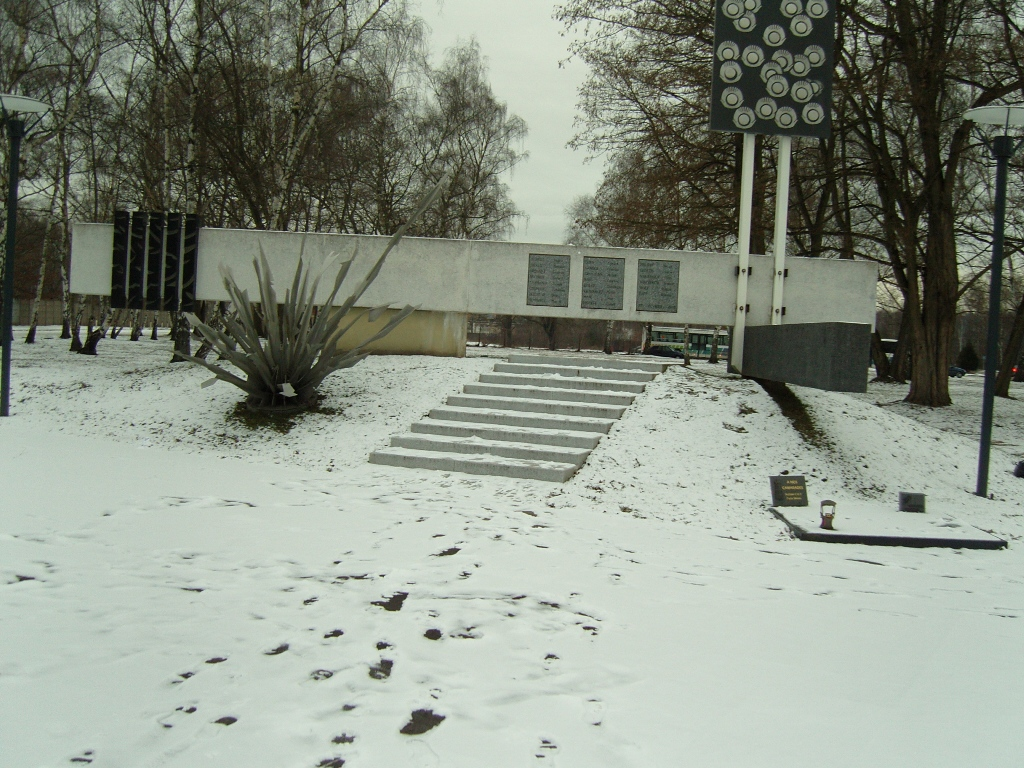
Monument de la catastrophe du puits Simon.

Le 25 février 1985, un coup de grisou entraîne la mort de 22 mineurs et plus de cents blessés. Le 30 mars 1992, le tribunal de Sarreguemines rend son verdict en déclarant les HBL responsables de la catastrophe. C'est la dernière catastrophe minière en France.
Le siège Wendel ferme en 1985 et entraîne un regroupement logistique. Toutes les activités de surface ainsi que l'administration se concentrent sur le site du siège Simon. Le 5 décembre 1997, une dernière berline symbolique remonte du puits no 2. signifiant la fin de l'exploitation du charbon dans le secteur Est du bassin minier mosellan.

## Reconversion

### Installations de surface du carreau
Le carreau Simon regroupait à l'origine les puits no 1, no 2 et no 5 ainsi que les bâtiments techniques et administratifs nécessaires à l'exploitation du charbon dans le secteur est, on peut encore aujourd'hui observer les infrastructures historiques de style "wendelien" ainsi que les chevalements 1 et 2. L'ensemble des installations des puits 1 et 2 est inscrit au titre des monuments historiques par arrêté du 11 juillet 2002 ; malgré cela, ces installations sont  actuellement en friches et se dégradent fortement. La reconversion de ces installations n'est pas acté. La recette du puits no 1, la forge ainsi que les installations datant de la reconstruction d'après guerre comme les tours de refroidissements, le lavoir, la gare de triage, les silos de stockages de charbon, les passerelles et les tapis roulants ont été démolis 1 ans après l'arrêt de l'exploitation en 1998. Concernant le chevalement no 5, il a été  foudroyé le 27 novembre 2009.
En juin 2020, le hall des mineurs a été partiellement endommagé par un incendie criminel, la toiture d'une aile a complétement brulé.

### École de formation des mineurs des Houillère du Bassin Lorrain
A la fin des années 80 début des années 90 les bâtiments de l'école des houillères servant à la formation des porions et des techniciens du fond sont reconvertis en lycée technique publique sous le nom de Lycée Condorcet. Ces bâtiments en briques rouges intégrés au Lycée Condorcet sont encore visibles aujourd'hui ainsi que le gymnase. 

### Parc à bois
Depuis 2000, les 90 hectares de l'ancien espace servant au stockage des bois de soutènement pour les galeries, appelé "parc à bois", ont été reconvertis sous le nom eurozone Forbach Nord, une zone d'activité économique pour les entreprises du secteur tertiaire.

### Carrière
L'ancienne carrière de sable du puits Simon de 87 hectares qui servait à reboucher les galeries lors de l'extraction du charbon a été à moitié comblée lors de sa fermeture. Depuis l'arrêt de l'exhaure, un lac s'est formé (exhaure: pompage des eaux visant à éviter l'ennoiement des galeries de la mine). À terme, une exploitation touristique est peut-être envisagé. 

Vestige des puits no 1 et no 2.
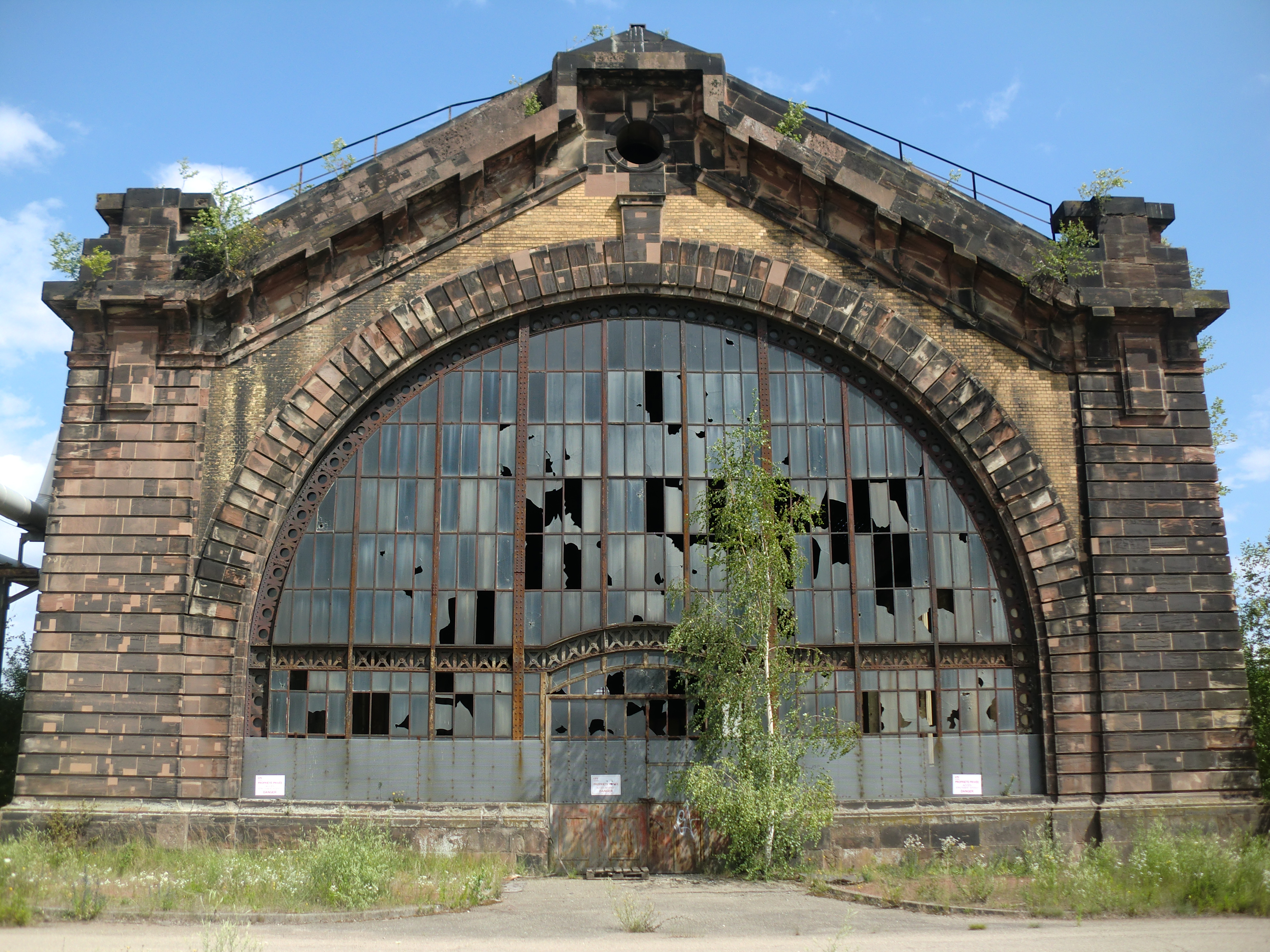
Façade de la salle des machines.
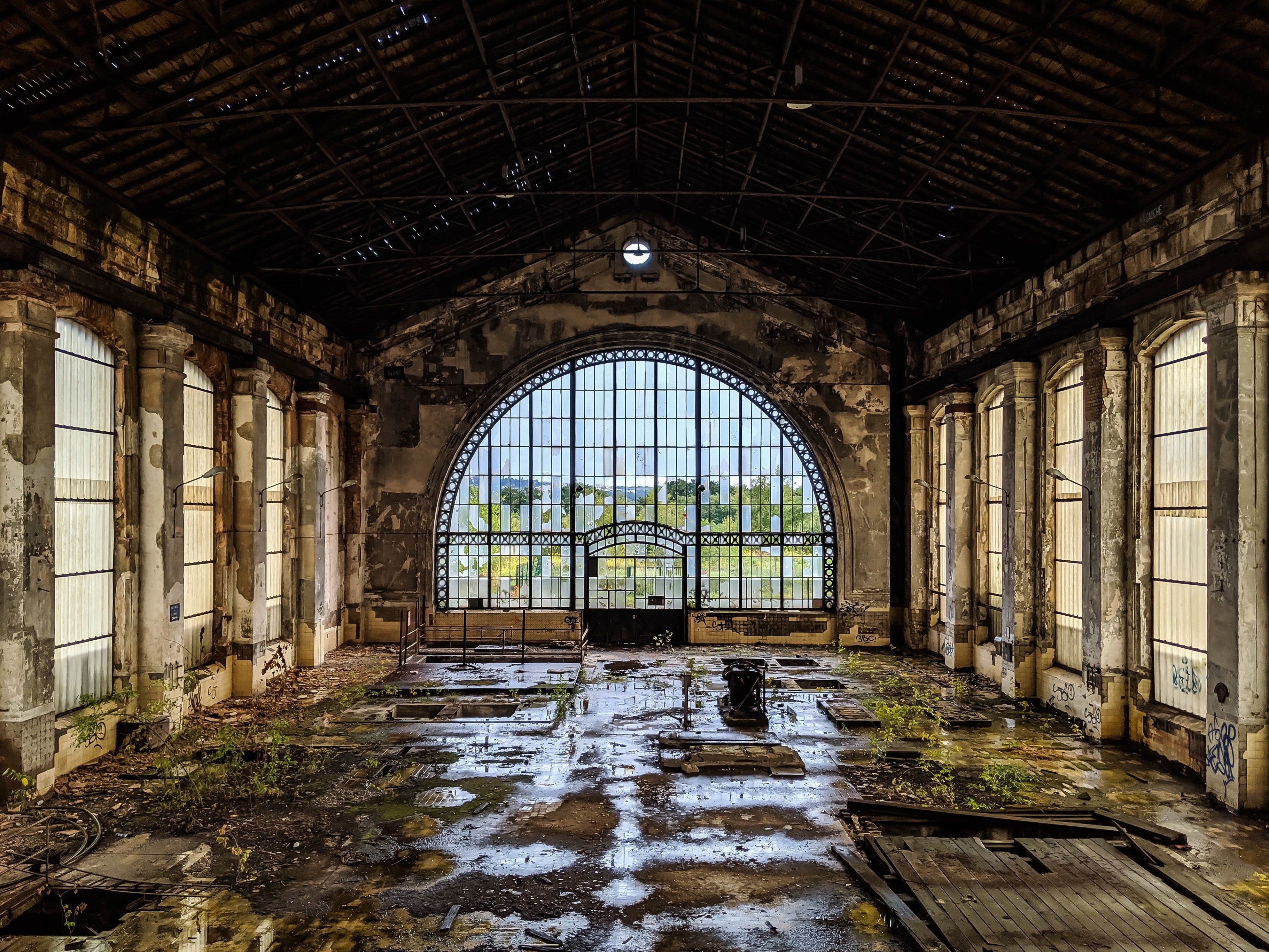
Intérieur de la salle des machines.
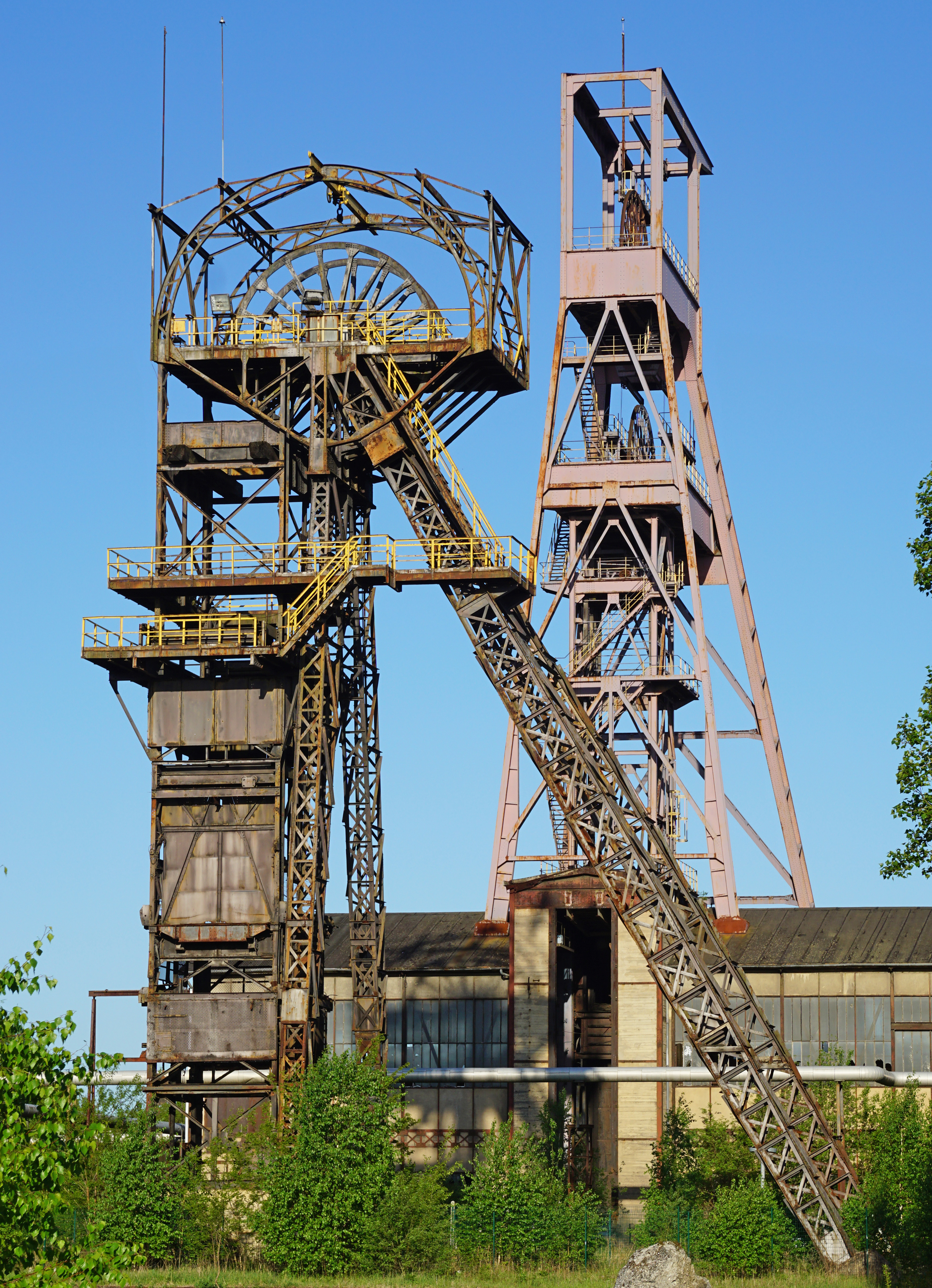
Chevalement Simon no 1 sans sa recette
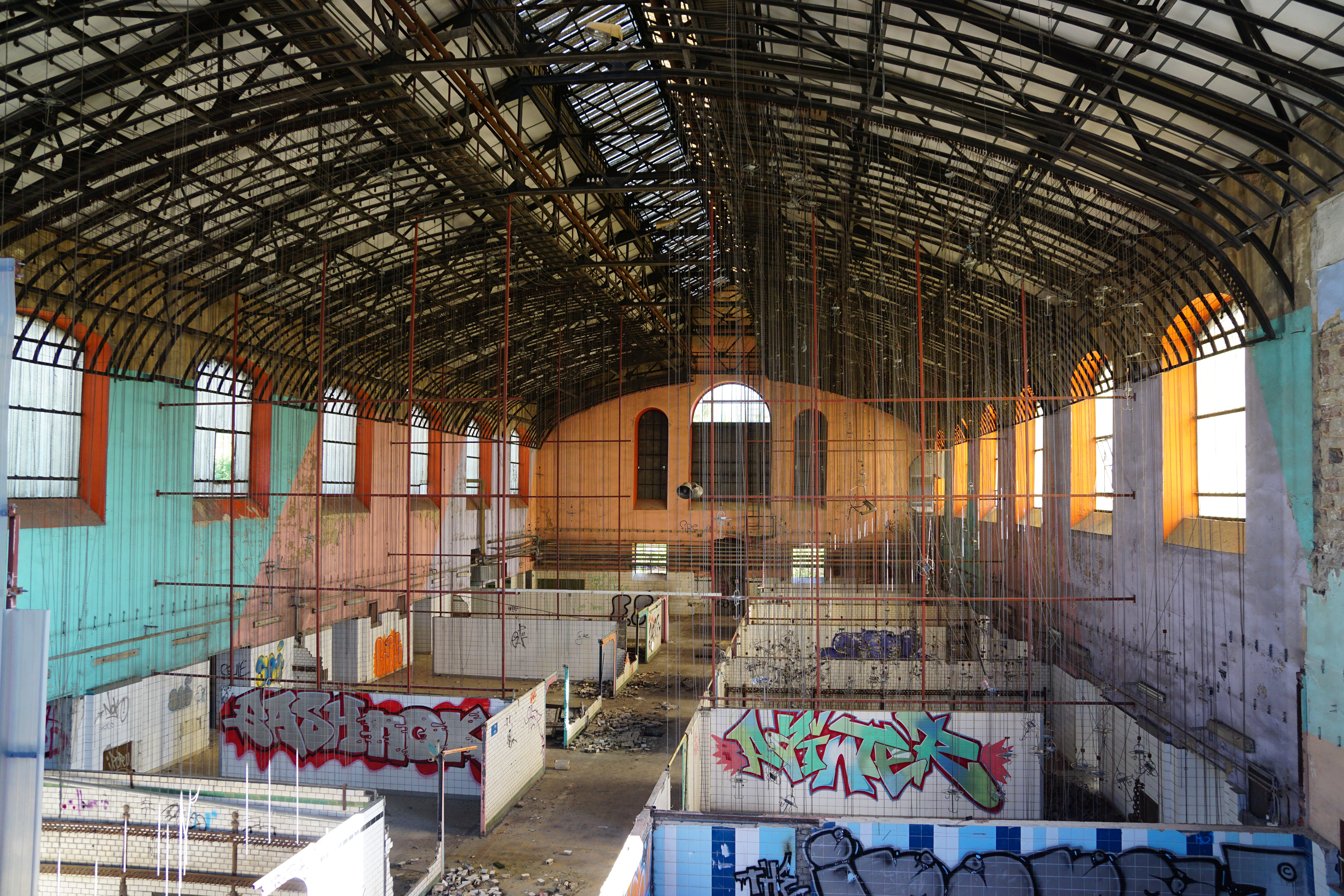
La salle de pendus.

### Puits Simonno3
Le puits no 3 est une annexe du siège Simon, il n'est pas situé sur le carreau du puits Simon, mais 15 rue national à Forbach. Il comprenait à l'origine un chevalement avec sa recette, une centrale électrique pour alimenter les installations du fond, des ventilateurs pour l'aérage des galeries ainsi qu'un bâtiment regroupant le hall des mineurs, les bains-douches et la lampisterie. Les bâtiments de la centrale électrique, les ventilateurs,  ainsi que la recette  ont été démolis en juin 2001 et le chevalement en novembre 2002. Aujourd’hui, seul le bâtiment des bains-douches reconvertis en entrepôts est encore visible.

### Puits Simonno4
Le puits no 4  est une annexe du siège Simon, il n'est pas situé sur le carreau du puits Simon, mais rue Denis Papin à Schoeneck. Cette annexe du puits est restée relativement intacte ; à l’exception du faux-carré et la recette du chevalement qui a été démolie en 1991, les trois bâtiments et le chevalement sont encore visibles. Le chevalement est devenu la propriété de la commune de Schœneck qui l'a reconverti en émetteur pour la télévision locale. Les deux bâtiments restants ont été vendus à une entreprise privée.

Vestige des puits no 3 et no 4.
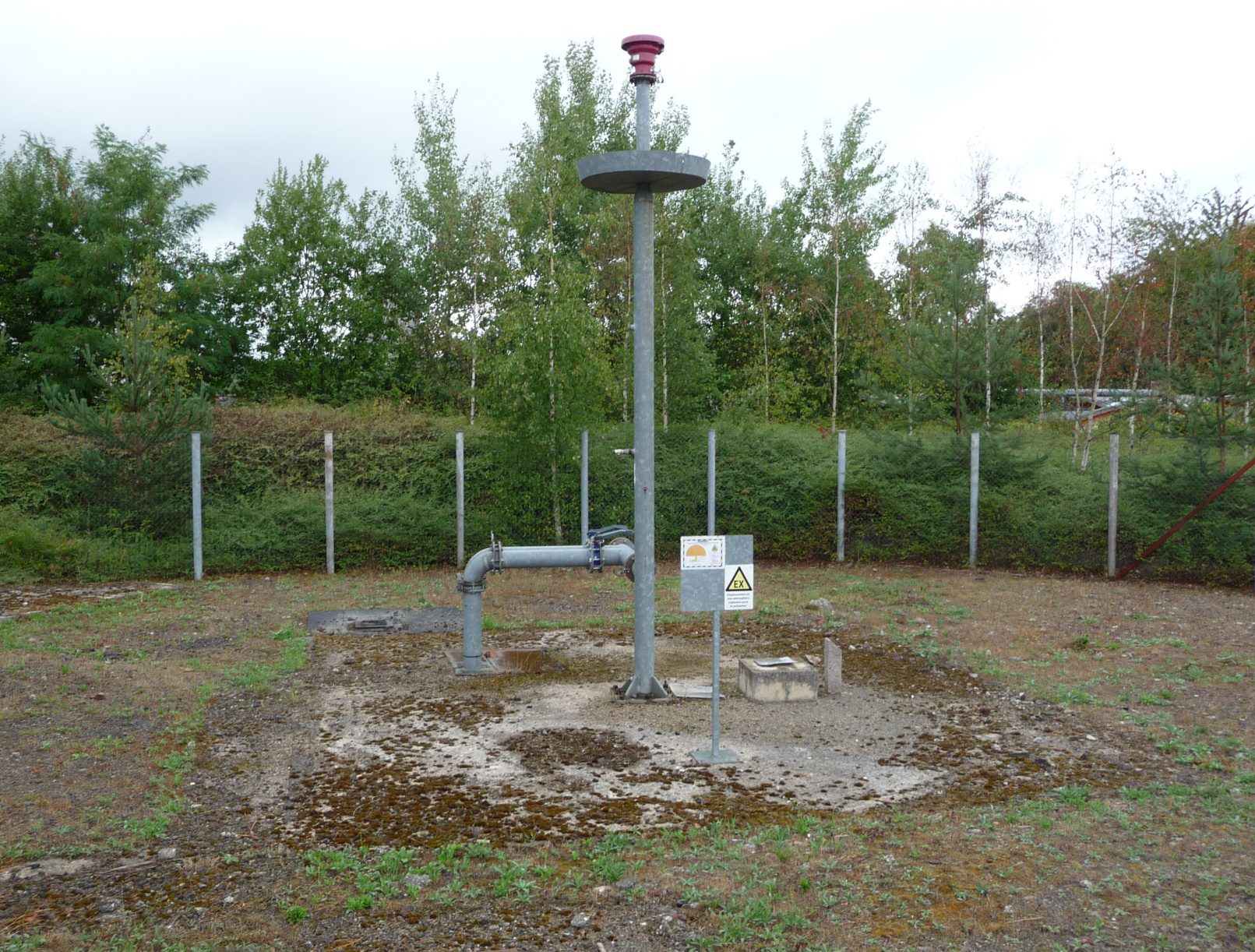
Le puits Simon no 3.
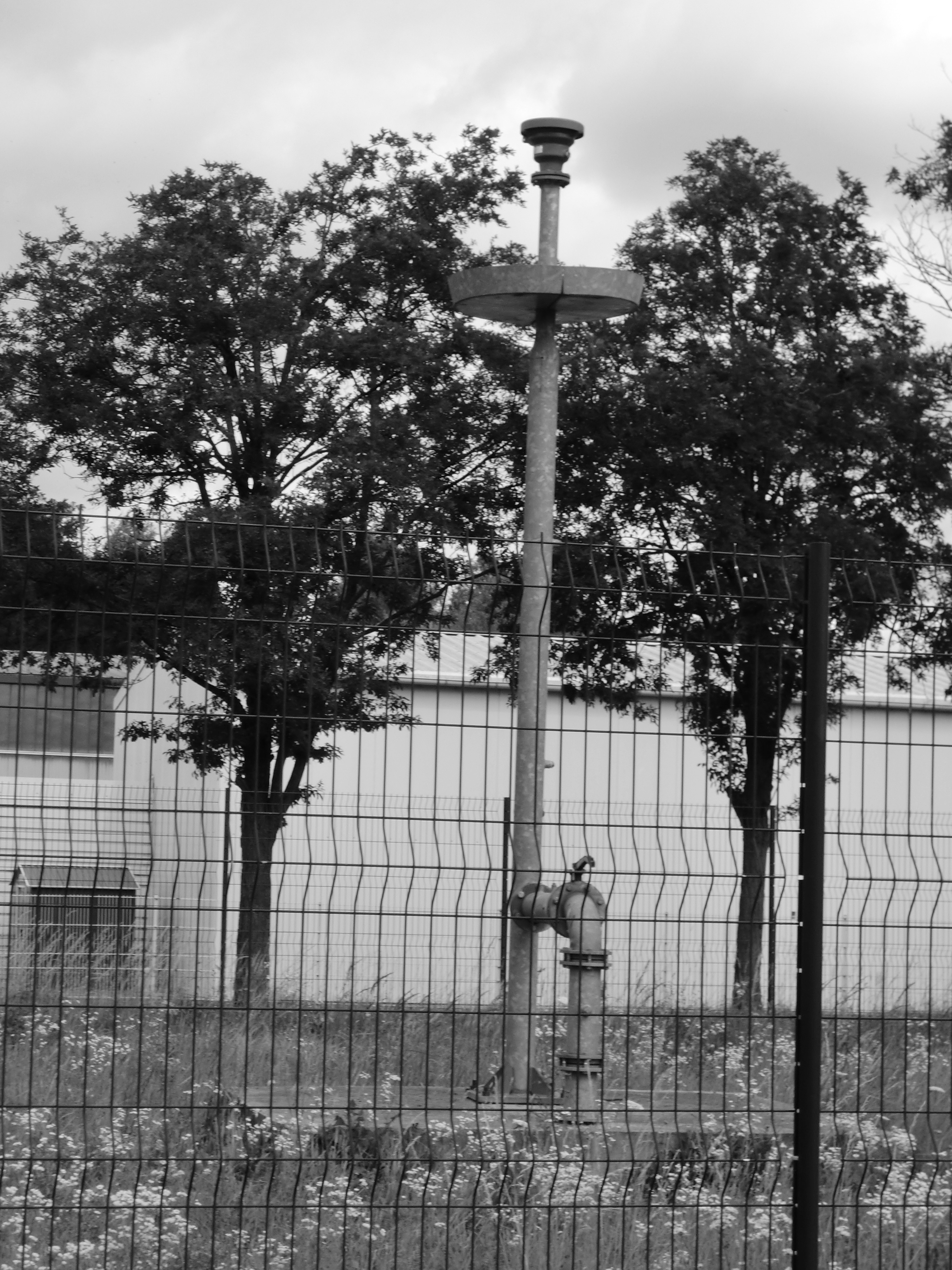
Le puits Simon no 4.
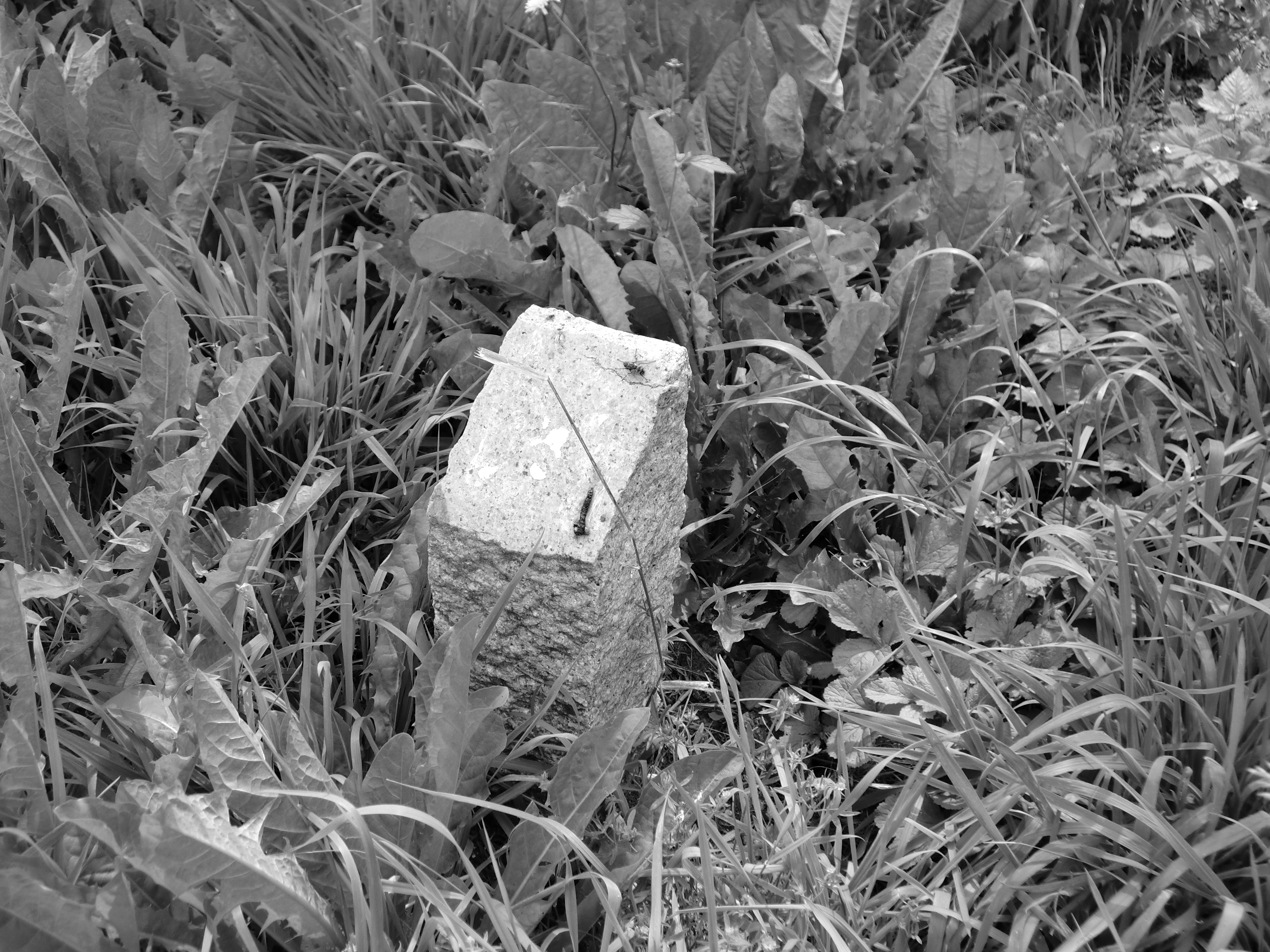
Borne du puits Simon no 4.
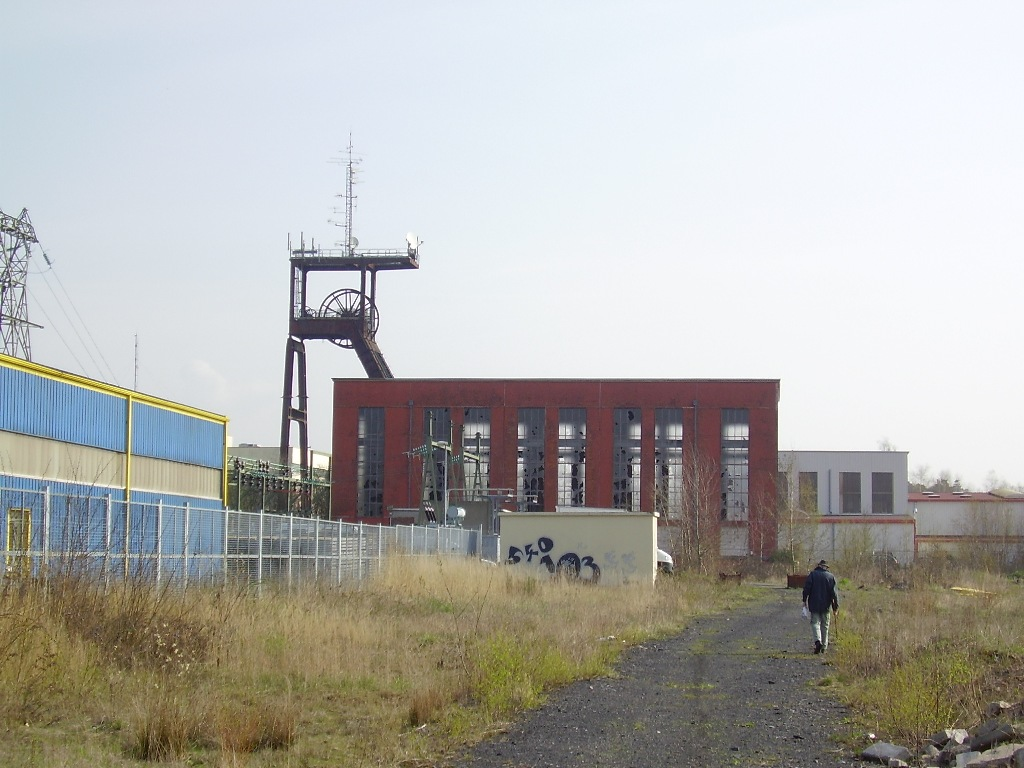
Bâtiment et chevalement du  puits no 4.

### Puits Simonno5
Sur l'ancien emplacement du chevalement du puits no 5, une unité de retraitement et de réoxygénation des eaux issues des galeries de la mine a été construite.